# Teleutaea diminuta
Teleutaea diminuta är en stekelart som beskrevs av Setsuya Momoi 1978. Teleutaea diminuta ingår i släktet Teleutaea och familjen brokparasitsteklar. Inga underarter finns listade i Catalogue of Life.